# Ornella Muti
Ornella Muti, född 9 mars 1955 i Rom, är en italiensk skådespelerska. 
Muti föddes i Rom och arbetade som modell och filmdebuterade i La moglie più bella 1970. Förutom i Italien har hon även medverkat i internationella filmer som Blixt Gordon (1980), Oscar (1991), Trubbelmakarna (1992) och Förälskad i Rom (2012).